# Festival du film de Sarajevo 2022
Le Festival du film de Sarajevo 2022, la 28e édition du festival, se déroule du 12 au 19 août 2022.

## Déroulement et faits marquants
Les réalisateurs Ruben Östlund et Sergei Loznitsa reçoivent un Cœur de Sarajevo d'honneur.
Le 19 août 2022, le palmarès est décerné : le film Safe Place (en) (Sigurno mjesto) de Juraj Lerotić remporte le Cœur de Sarajevo du meilleur film, Maryna Er Gorbach remporte le prix de la meilleure réalisation pour Klondike. Le prix de la meilleure actrice est remis à Vicky Krieps pour Corsage, le prix du meilleur acteur est remis à Juraj Lerotić pour Safe Place,,.

## Jury[5]

### Compétition des films de fiction
- Sebastian Meise (de) (président du jury), réalisateur  Autriche
- Lucile Hadžihalilović, réalisatrice  France
- Antoneta Alamat Kusijanović, réalisatrice  Croatie
- Milan Marić, acteur  Serbie
- Katriel Schory, producteur  Israël

## Sélection[6]

### Compétition des films de fiction
- Balada de Aida Begić
- Men of Deeds (en) (Oameni de treaba) de Paul Negoescu (ro)
- Riders de Dominik Mencej (es)
- Six Weeks (Hat hét) de Noémi Veronika Szakonyi
- Corsage de Marie Kreutzer
- Klondike de Maryna Er Gorbach
- Safe Place (en) (Sigurno mjesto) de Juraj Lerotić (hr)
- Serviam: I Will Serve (en) (Serviam - Ich will dienen) de Ruth Mader

### Films d'ouverture
- Sans filtre (Triangle of Sadness) de Ruben Östlund

## Palmarès
- Cœur de Sarajevo du meilleur film : Safe Place (en) (Sigurno mjesto) de Juraj Lerotić (hr)
- Cœur de Sarajevo du meilleur réalisateur : Maryna Er Gorbach pour Klondike
- Meilleure actrice : Vicky Krieps pour Corsage
- Meilleur acteur : Juraj Lerotić (hr) pour Safe Place (en)